# Persecución a los cristianos en el Imperio romano

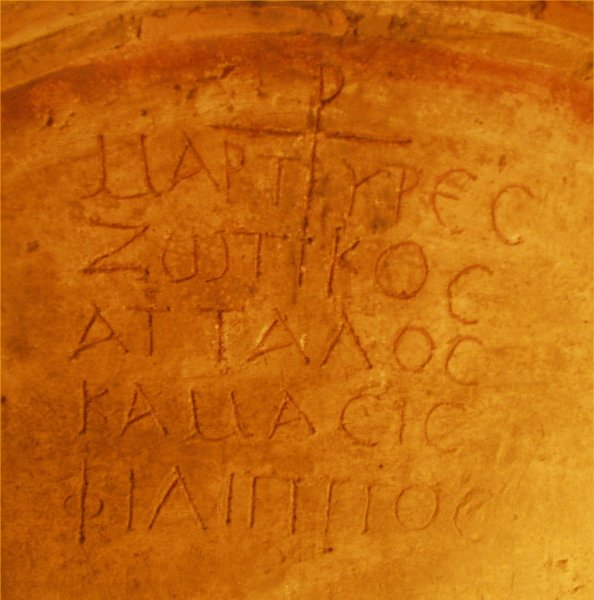
Los nombres de cuatro mártires de la Gran persecución - Zoticos, Attalos, Kamasis, Filippos - en su tumba, en la cripta de la iglesia cristiana primitiva de Niculițel, Rumania.

La persecución a los cristianos en el Imperio romano, se produjo de forma intermitente durante un periodo de más de dos siglos entre el Gran incendio de Roma en el año 64 bajo Nerón y el Edicto de tolerancia de Serdica del emperador Galerio en el 311 que fue completado dos años después por el «Edicto de Milán», acordado por los emperadores Constantino I y Licinio.
La persecución a los cristianos en el Imperio romano fue llevada a cabo por el Estado y también por las autoridades locales de manera esporádica y puntual. A partir del año 250, la persecución en todo el imperio tuvo lugar como consecuencia de un edicto del emperador Decio, que estuvo en vigor dieciocho meses, durante los cuales algunos cristianos fueron ejecutados mientras que otros apostataron para escapar de la muerte.
Estas persecuciones influyeron marcadamente en el desarrollo del cristianismo, dando forma a la teología cristiana y a la estructura de la Iglesia. Los efectos de las persecuciones incluyeron la redacción de explicaciones y defensas del cristianismo. Sin embargo, el historiador español Gonzalo Bravo ha puntualizado que «el eco que dejaron estas persecuciones en la tradición cristiana posterior no se corresponde en muchos casos con la realidad histórica. La persecución no siempre fue sistemática ni originó víctimas en todas las regiones del imperio. El carácter episódico de estos "momentos" rompiendo largos periodos de tolerancia religiosa... aconseja relativizar la importancia histórica del fenómeno persecutorio a pesar de que las llamadas "Actas de Mártires", elaboradas desde finales del siglo II, pretenden magnificar los hechos, incluso inventando unas veces o distorsionando claramente otras la realidad histórica propiamente dicha».´
En cuanto al número total de víctimas Gonzalo Bravo afirma que no es posible «proporcionar cifras objetivas», aunque «hoy se tiende a minimizar el alcance real incluso de las llamadas "grandes" persecuciones, entendiendo generalmente que la imagen en exceso negativa de este fenómeno fue elaborada a posteriori por los primeros Padres de la Iglesia —la conocida Patrística— interesados en resaltar el contraste que a su contemporáneos ofrecía la Iglesia triunfante frente al declinante estado imperial inmerso en sucesivas coyunturas de crisis».

## Duración y extensión
La persecución de la iglesia primitiva había ocurrido esporádicamente y en áreas localizadas desde su comienzo. La primera persecución de cristianos organizada por el gobierno romano tuvo lugar bajo el emperador Nerón en el 64, después del gran incendio de Roma. El edicto de tolerancia de Serdica fue emitido en el 311 por el emperador romano Galerio, terminando oficialmente con la persecución diocleciana del cristianismo en el este. Con la aprobación en el año 313, del Edicto de Milán, cesó la persecución de los cristianos por parte del estado romano. Se desconoce el número total de cristianos que perdieron la vida a causa de estas persecuciones; aunque el historiador de la iglesia primitiva Eusebio, cuyas obras son la única fuente para muchos de estos acontecimientos, habla de que "grandes multitudes" perecieron, diversos estudiosos piensan hoy en día que exageró sus números.: 217–233 
No hubo persecución general de cristianos en todo el imperio hasta el reinado de Decio en el siglo III. Los gobernadores provinciales tenían una gran discreción personal en sus jurisdicciones y podían elegir ellos mismos cómo tratar los incidentes locales de persecución y violencia de las turbas contra los cristianos. Durante la mayor parte de los primeros trescientos años de la historia cristiana, los cristianos pudieron vivir en paz, practicar sus profesiones y ascender a puestos de responsabilidad. Según Candida Moss, solo durante aproximadamente diez de los primeros trescientos años de la historia de la iglesia, los cristianos fueron ejecutados por orden de un emperador romano. : 129  Los intentos de estimar las cifras de cristianos ejecutados se basan inevitablemente en fuentes inadecuadas; Jan Bremmer, profesor emérito de estudios religiosos en la Universidad de Groninga, Países Bajos, escribe que: "Como sabemos que Eusebio había recopilado narrativas de mártires más antiguas en un libro titulado Colección de los mártires antiguos, habrá existido una serie de narrativas de mártires no mencionadas por Eusebio en sus textos supervivientes". Ste. Croix advierte que las cifras finales no transmiten el impacto: "Las meras estadísticas de martirios no son en absoluto un índice confiable de los sufrimientos de los cristianos en su conjunto". Un historiador de las persecuciones estima que las cifras globales oscilan entre 5.500 y 6.500. Un número que también fue adoptado por escritores posteriores, incluido Yuval Noah Harari: 

En los 300 años desde la crucifixión de Cristo hasta la conversión del emperador Constantino I, los emperadores romanos politeístas iniciaron no más de cuatro persecuciones generales a los cristianos. Los administradores y gobernadores locales incitaron a la violencia anti-cristiana por su cuenta. Incluso así, si combinamos todas las víctimas de todas estas persecuciones, resulta que en estos tres siglos, los romanos politeístas no mataron más que unos pocos miles de cristianos.

Sin embargo, los historiadores Wolfram Kinzig y Jan Bremmer se muestran en desacuerdo con la minimización del número de víctimas.

## Motivos

### Causas sociales y religiosas

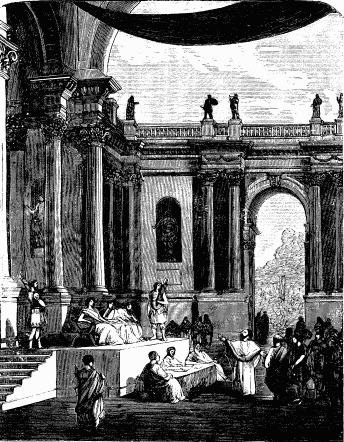
Salón Romano de la Justicia, Young Folks' History of Rome, 1880.

Antes del año 250, la persecución no se extendía a todo el imperio; era localizada, esporádica, a menudo dirigida, por acciones ocasionales, de las autoridades locales. Las razones de la persecución pueden entenderse observando algunas áreas principales de conflicto.

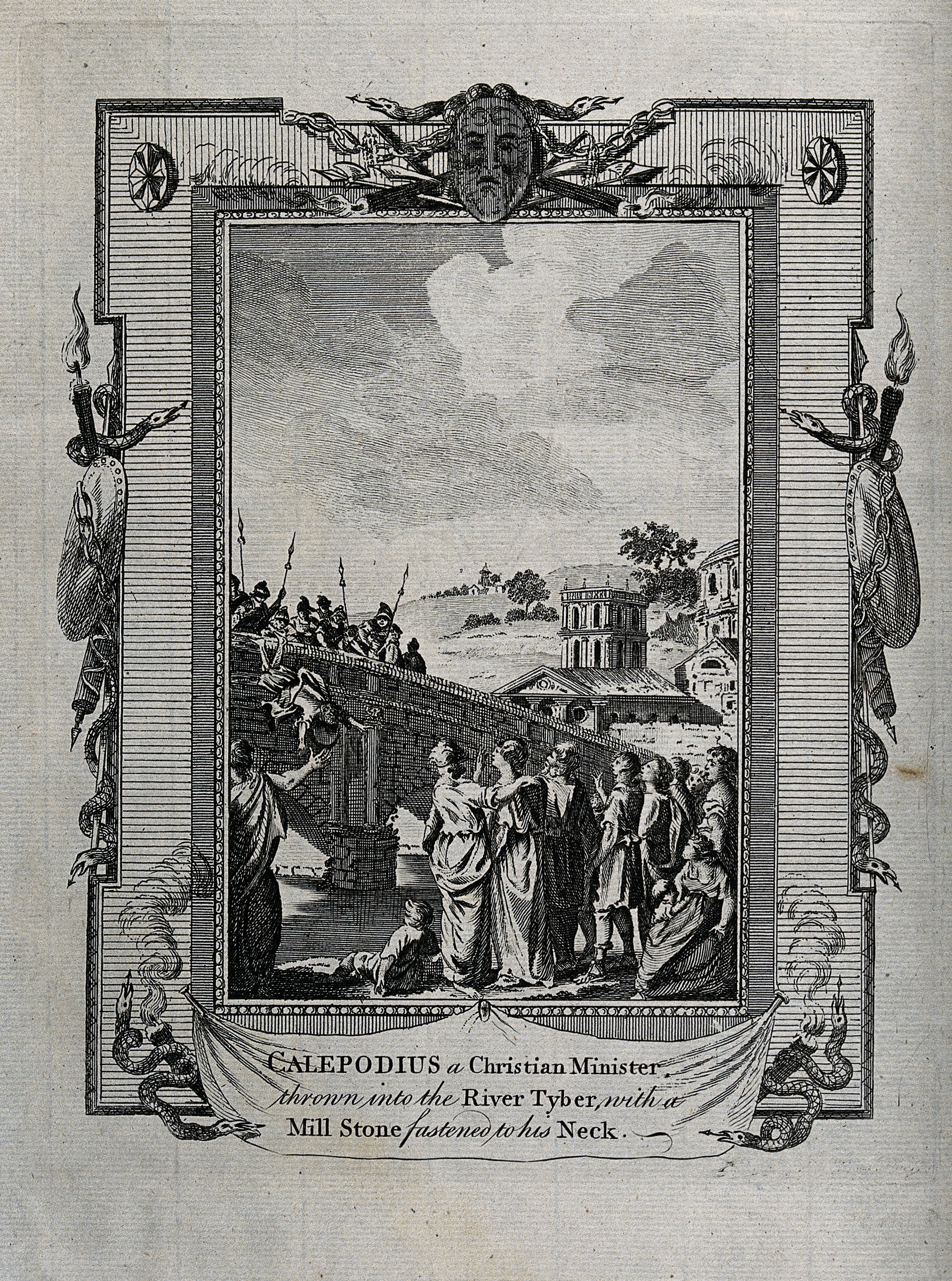
Martirio de Calepodio.

«La soberanía exclusiva de Cristo chocó con los reclamos de César de su propia soberanía exclusiva». El Imperio romano practicaba la religión del sincretismo y no exigía la lealtad a un único dios, pero sí exigía una lealtad preeminente al Estado, y se esperaba que esto se demostrara a través de las prácticas de la religión del Estado con numerosos días de fiesta y festivales a lo largo del año. La naturaleza del monoteísmo cristiano impedía a sus seguidores participar en cualquier cosa que involucrara a «otros dioses». Los cristianos no participaban en las fiestas o procesiones ni ofrecían sacrificios o incienso a los dioses y esto producía hostilidad. Se negaron a ofrecer incienso al emperador romano, y en la mente de la gente, el «emperador, cuando se le veía como un dios, era... la encarnación del Imperio romano», así que los cristianos eran vistos como desleales a ambos. En Roma, «la religión únicamente podía ser tolerada mientras contribuyera a la estabilidad del estado», lo que «no permitiría ningún rival para la lealtad de sus súbditos. El estado era el mayor bien en una unión de estado y religión». En el monoteísmo cristiano el estado no era el bien supremo.
«Los cristianos trasladaron sus actividades de las calles a los dominios más apartados de las casas, tiendas y apartamentos de mujeres... cortando los lazos normales entre la religión, la tradición y las instituciones públicas como las ciudades y las naciones».: 119  Esta «privatización de la religión» fue otro factor principal de la persecución.: 3 : 112, 116, 119  A veces se reunían por la noche, en secreto, y esto despertaba la sospecha entre la población pagana acostumbrada a la religión como un evento público; los rumores abundaban,: 120, 121 de que los cristianos cometían flagitia, scelera y maleficia -«crímenes atroces», y «actos malvados»-, específicamente, el canibalismo y el incesto (conocidos como banquetes titistas y «relaciones sexuales edípodas»), debido a los rumores de que comían la «sangre y el cuerpo» de Cristo y se referían a ellos como «hermanos» y «hermanas».
Edward Gibbon escribió: 

Al abrazar la fe del Evangelio, los cristianos incurrieron en la supuesta culpa de una ofensa antinatural e imperdonable. Disolvieron los lazos sagrados de las costumbres y la educación, violaron las instituciones religiosas de su país, y presuntamente despreciaron lo que sus padres habían creído que era verdad, o lo habían reverenciado como sagrado.

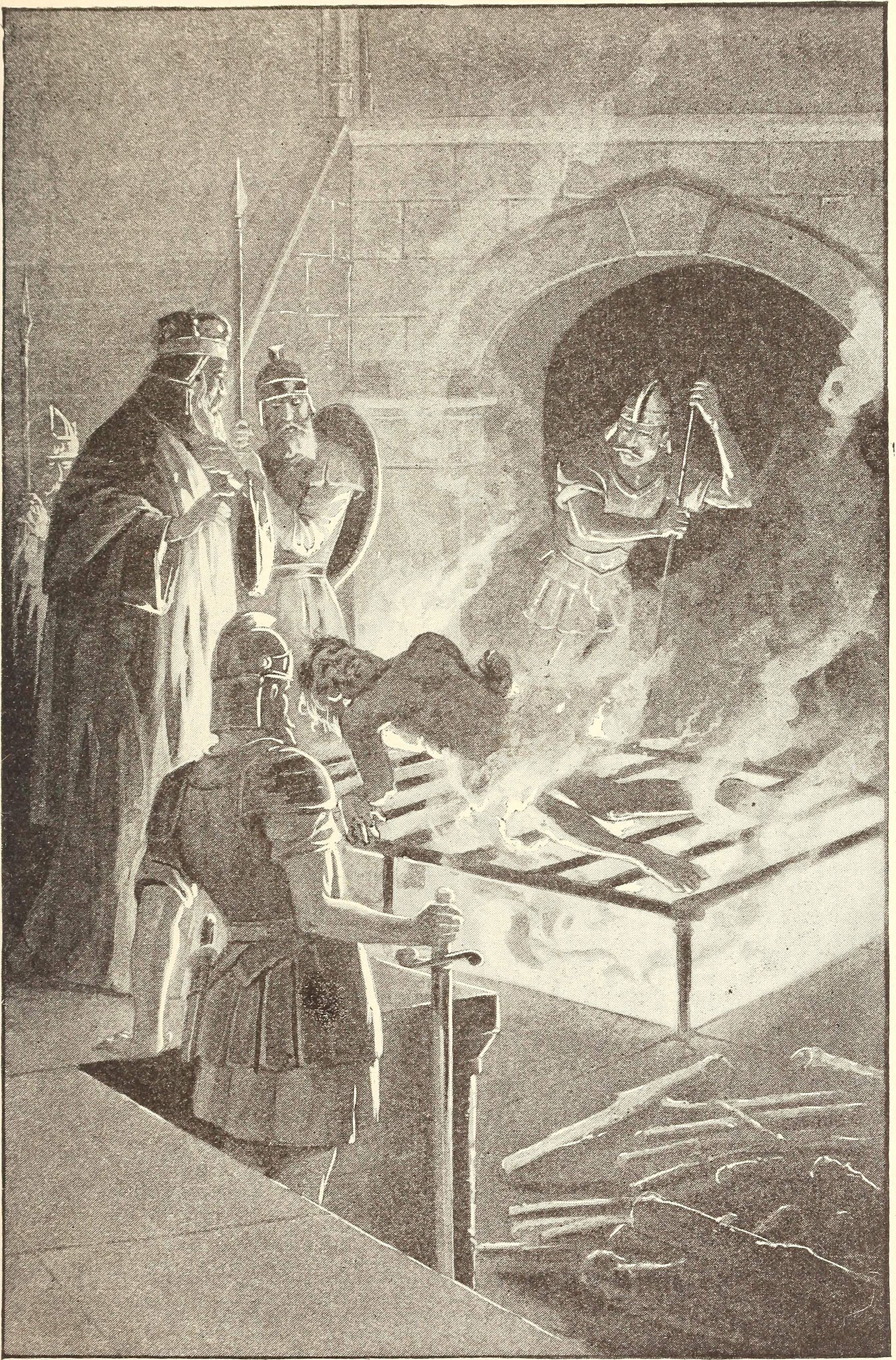
Martirio de san Lorenzo. Christian heroes and martyrs (1895).

El cristianismo practicaba una inclusividad que no se encontraba en el sistema de castas sociales del Imperio romano y por lo tanto era percibido por sus oponentes como una "amenaza perturbadora y, lo que es más importante, una amenaza competitiva para el orden tradicional basado en la clase y el género de la sociedad romana".: 120–126 Gibbon sostuvo que la aparente tendencia de los conversos cristianos a renunciar a su familia y a su país y sus frecuentes predicciones de desastres inminentes infundían un sentimiento de aprensión en sus vecinos paganos.
Gran parte de la población pagana creía que sucederían cosas malas si los dioses paganos establecidos no eran debidamente adorados y reverenciados. A finales del siglo II, el apologista cristiano Tertuliano se quejó de la percepción generalizada de que los cristianos eran la fuente de todos los desastres traídos contra la raza humana por los dioses. «Piensan que los cristianos son la causa de cada desastre público, de cada aflicción con la que la gente se encuentra. Si el Tíber se eleva tan alto como las murallas de la ciudad, si el Nilo no enviara sus aguas sobre los campos, si los cielos no dieran lluvia, si hay un terremoto, si hay hambruna o pestilencia, inmediatamente el grito es, "¡Fuera, los cristianos a los leones!"».

### Base jurídica

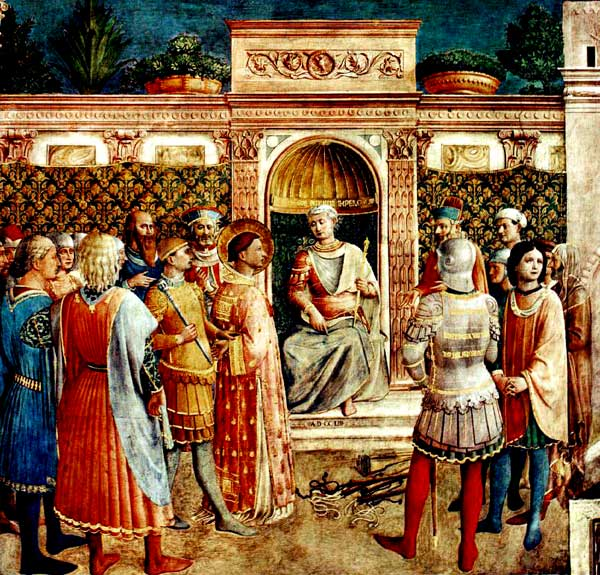
El juicio de Justino Mártir.(Fra Angelico, circa 1450).

Debido a la naturaleza informal y personal del sistema jurídico romano, nada «aparte de un fiscal» -un acusador, incluyendo un miembro del público, no un único titular de un cargo oficial-, «un cargo del cristianismo, y un gobernador dispuesto a castigar por ese cargo», se requería para llevar un caso legal contra un cristiano. El derecho romano se ocupaba en gran medida de los derechos de propiedad, dejando muchas lagunas en el derecho penal y público. Así, el proceso cognitio extra ordinem («investigación especial») llenó el vacío legal dejado tanto por el código como por el tribunal. Todos los gobernadores de la provincia romana tenían el derecho de llevar a cabo juicios de esta manera como parte de su imperium en la provincia.
En cognitio extra ordinem, un acusador llamado delator traía ante el gobernador a un individuo para ser acusado de un cierto delito, en este caso, el de ser cristiano. Este delator estaba dispuesto a actuar como fiscal del juicio y podía ser recompensado con algunos bienes del acusado si presentaba un caso adecuado o ser acusado de calumnia («enjuiciamiento malicioso») si su caso era insuficiente. Si el gobernador aceptaba escuchar el caso -y no estaba en libertad de hacerlo- supervisaba el juicio de principio a fin: escuchaba los argumentos, decidía el veredicto y dictaba la sentencia. Los cristianos a veces se ofrecían para ser castigados, y las audiencias de tales voluntarios se llevaban a cabo de la misma manera. 
En la mayoría de los casos, el resultado del caso estaba totalmente sujeto a la opinión personal del gobernador. Mientras que algunos trataron de basarse en los precedentes o en la opinión imperial cuando pudieron, como se evidencia en Carta de Plinio el Joven a Trajano sobre los Cristianos, a menudo no se disponía de esa orientación. En muchos casos, meses y semanas de viaje fuera de Roma, estos gobernantes tuvieron que tomar decisiones sobre el manejo de sus provincias de acuerdo a sus propios instintos y conocimientos.
Incluso si estos gobernadores hubieran tenido fácil acceso a la ciudad, no habrían encontrado mucha orientación legal oficial sobre el asunto de los cristianos. Antes de la política anticristiana de Decio a partir del año 250, no existía ningún edicto de todo el imperio contra los cristianos, y el único precedente sólido era el establecido por Trajano en su respuesta a Plinio: el nombre de «cristiano» por sí mismo era motivo suficiente para el castigo y los cristianos no debían ser buscados por el gobierno. Se especula que los cristianos también fueron condenados por contumacia —desobediencia hacia el magistrado, similar al moderno «desacato al tribunal»— pero la evidencia en este asunto es mixta.Melitón de Sardes afirmó más tarde que Antonino Pío ordenó que los cristianos no fueran ejecutados sin un juicio adecuado. Dada la falta de orientación y la distancia de la supervisión imperial, los resultados de los juicios de los cristianos variaron ampliamente. Muchos siguieron la fórmula de Plinio: preguntaron si los acusados eran cristianos, dieron a los que respondieron afirmativamente la oportunidad de retractarse, y ofrecieron a los que negaron o se retractaron la oportunidad de probar su sinceridad haciendo un sacrificio a los dioses romanos y jurando por el culto del emperador. Aquellos que persistieron fueron ejecutados. 
Según el apologista cristiano Tertuliano, algunos gobernadores de África ayudaron a los cristianos acusados a conseguir la absolución o se negaron a llevarlos a juicio. En general, los gobernadores romanos estaban más interesados en hacer apóstatas que mártires: un procónsul de Asia, Cneo Arrio Antonino, al enfrentarse a un grupo de mártires voluntarios durante una de sus giras de asalto, envió a unos cuantos a ser ejecutados y le dijo al resto: «Si queréis morir, podéis usar cuerdas o precipicios».
Durante la Gran Persecución que duró del 303 al 312/313, los gobernadores recibieron edictos directos del emperador. Las iglesias y textos cristianos debían ser destruidos, se prohibieron las reuniones para el culto cristiano, y los que se negaban a retractarse perdían sus derechos legales. Más tarde, se ordenó que el clero cristiano fuera arrestado y que todos los habitantes del imperio sacrificaran a los dioses. Incluso así, estos edictos no prescribían ningún castigo específico y los gobernadores conservaron el margen de maniobra que les permitía la distancia. Lactancio informó que algunos gobernadores afirmaron no haber derramado sangre cristiana, y hay pruebas de que otros hicieron la vista gorda a las evasivas del edicto o lo hicieron cumplir cuando era absolutamente necesario[cita requerida].

## Motivación del gobierno
Cuando un gobernador era enviado a una provincia, se le encargaba la tarea de mantenerla pacata atque quieta («establecida y ordenada»). Su principal interés sería mantener contento al pueblo; así cuando surgían disturbios contra los cristianos en su jurisdicción, se inclinaba a aplacarlos con el apaciguamiento para que el pueblo «no se desahogara en disturbios y linchamientos».
Los líderes políticos del Imperio romano también eran líderes de culto público. La religión en la antigua Roma, la religión romana, giraba en torno a ceremonias públicas y sacrificios; la creencia personal no era un elemento tan central como lo es en muchas religiones modernas. Así pues, aunque las creencias privadas de los cristianos pueden haber sido en gran medida irrelevantes para muchas élites romanas, esta práctica religiosa pública era, en su opinión, crítica para el bienestar social y político tanto de la comunidad local como del imperio en su conjunto. Honrar la tradición de la manera correcta —pietas— era clave para la estabilidad y el éxito. De ahí que los romanos protegieran la integridad de los cultos practicados por las comunidades bajo su dominio, considerando que era intrínsecamente correcto honrar las tradiciones ancestrales de uno; por esta razón los romanos toleraron durante mucho tiempo la secta judía altamente exclusiva, aunque algunos romanos la despreciaban. El historiador H. H. Ben-Sasson ha propuesto que la Crisis bajo Calígula (37-41) fue la primera ruptura abierta entre Roma y los judíos. Después de la primera guerra judeo-romana (66-73), a los judíos se les permitió oficialmente practicar su religión siempre y cuando pagaran el impuesto judío. Hay un debate entre los historiadores sobre si el gobierno romano simplemente veía a los cristianos como una secta del judaísmo antes de la modificación del impuesto por parte de Nerva en el año 96. Desde entonces, los judíos practicantes pagaron el impuesto mientras que los cristianos no lo hicieron, lo que proporciona una dura evidencia de una distinción oficial. Parte del desdén romano por el cristianismo, surgió en gran parte del sentido de que era malo para la sociedad. En el siglo III, el filósofo neoplatonista Porfirio escribió: 

¿Cómo no pueden ser impíos y ateos quienes han apostatado por las costumbres de nuestros antepasados a través de las cuales se sostiene cada nación y ciudad? ... ¿Qué otra cosa son sino luchadores contra Dios?

Una vez descartado del judaísmo, el cristianismo ya no se consideraba simplemente una extraña secta de una antigua y venerable religión; era una superstición: La superstición tenía para los romanos una connotación mucho más poderosa y peligrosa que para gran parte del mundo occidental actual: para ellos, este término significaba un conjunto de prácticas religiosas que no únicamente eran diferentes, sino corrosivas para la sociedad, «perturbar la mente de un hombre de tal manera que realmente se está volviendo loco» y causándole la pérdida de la humanitas (humanidad). La persecución de las sectas «supersticiosas» no era algo inaudito en la historia romana: un culto extranjero sin nombre fue perseguido durante una sequía en el 428 a. C., algunos iniciados del culto báquico fueron ejecutados cuando se consideraron fuera de control en el 186 a. C., y se tomaron medidas contra los druidas  durante los primeros tiempos del Principado.
Incluso así, el nivel de persecución experimentado por cualquier comunidad de cristianos dependía de cuanta amenaza considerara el funcionario local esta nueva  superstición. Las creencias de los cristianos no les habrían gustado a muchos funcionarios del gobierno: adoraban a un criminal condenado, se negaban a jurar por el genius del emperador, criticaban duramente a Roma en sus libros sagrados y realizaban sus ritos sospechosamente en privado. A principios del siglo III, un magistrado dijo a los cristianosː «No puedo obligarme a escuchar a las personas que hablan mal de la religión romana».

## Historia

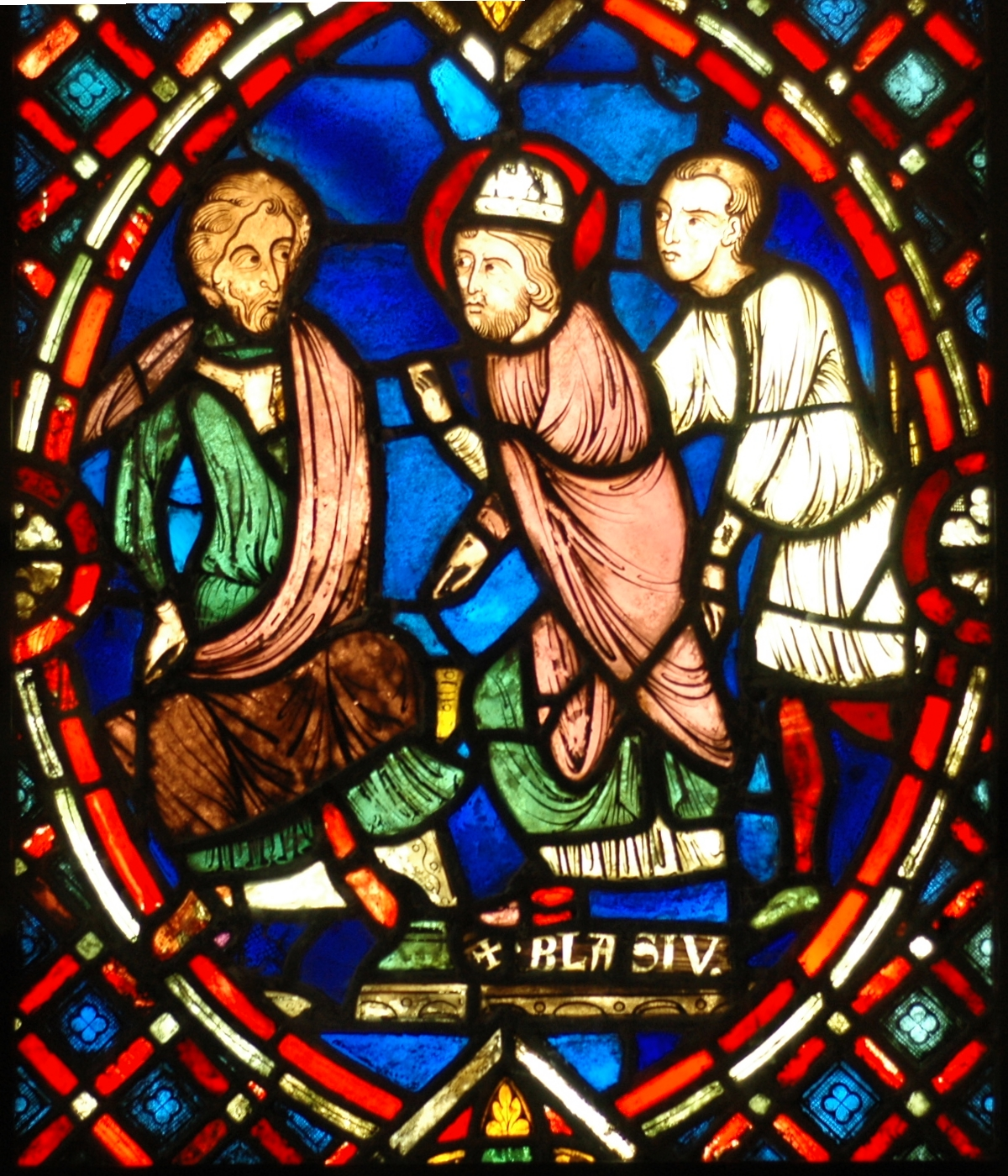
San Blas de Sebaste en un juicio ante un gobernador romano. Louvre.

### Visión general
Antes del reinado de Decio (años 249-251), el único incidente confirmado de persecución por el estado romano ocurrió bajo Nerón en el año 64. A mediados del siglo II, las multitudes estaban dispuestas a arrojar piedras a los cristianos, tal vez motivadas por sectas rivales. La persecución en Lyon (año 177) fue precedida por la violencia de las turbas, que incluyó asaltos, robos y apedreamientos. Luciano de Samósata relata de un elaborado y exitoso engaño perpetrado por un «profeta» de Asclepio, usando una serpiente domesticada, en Ponto y Paflagonia. Cuando los rumores parecían estar a punto de exponer su fraude, el ingenioso ensayista informa en su mordaz ensayo: 

... emitió una promulgación diseñada para asustarlos, diciendo que el Ponto estaba lleno de ateos y cristianos que tenían la osadía de pronunciar los más viles abusos contra él; a éstos les ordenó que se alejaran con piedras si querían tener la gracia del dios.

El Apologeticus de Tertuliano del año 197, fue escrito ostensiblemente en defensa de los cristianos perseguidos y dirigido a los gobernantes romanos.

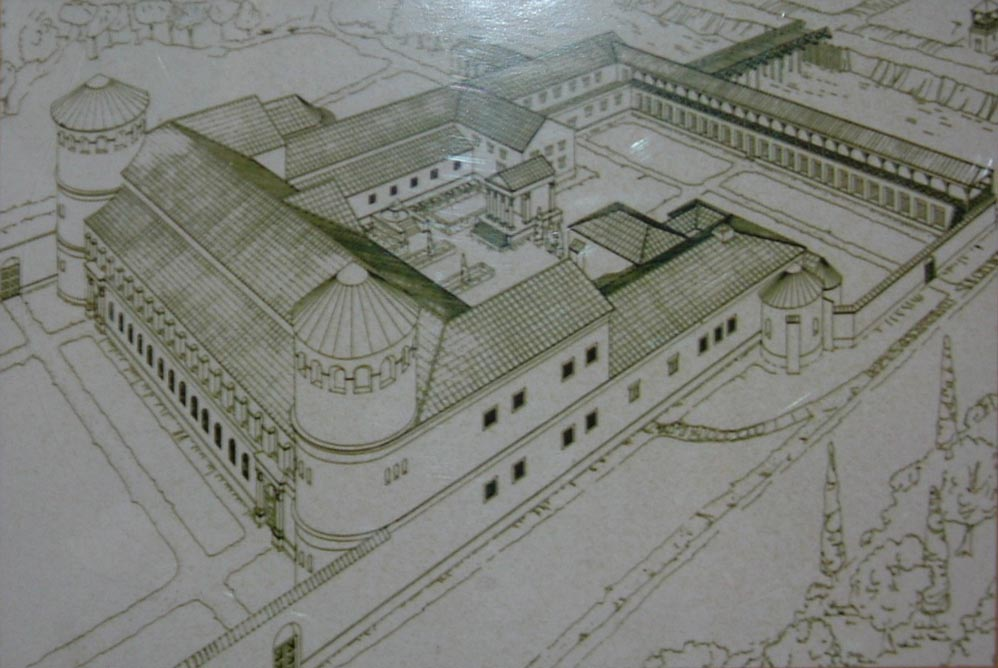
Reconstrucción del palacio del gobernador romano en Aquincum, Hungría.

En el año 250, el emperador Decio emitió un decreto que exigía sacrificios públicos, una formalidad equivalente a un testimonio de lealtad al emperador y al orden establecido. No hay evidencia de que el decreto tuviera como objetivo a los cristianos, sino que fue pensado como una forma de juramento de lealtad. Decio autorizó comisiones itinerantes que visitaban las ciudades y pueblos para supervisar la ejecución de los sacrificios y entregar certificados escritos a todos los ciudadanos que los realizaban. A menudo se daba a los cristianos la oportunidad de evitar más castigos ofreciendo públicamente sacrificios o quemando incienso a los dioses romanos, y los romanos los acusaban de impiedad cuando se negaban a ello. La negativa fue castigada con arresto, prisión, tortura y ejecuciones. Los cristianos huyeron a refugios en el campo y algunos compraron sus certificados, llamados libellus. Varios concilios celebrados en Cartago debatieron hasta qué punto la comunidad debía aceptar a estos cristianos lapsi.
Las persecuciones culminaron con Diocleciano y Galerio a finales del siglo III y principios del IV. Sus acciones anticristianas, consideradas las más grandes, serían la última gran acción pagana romana. El Edicto de tolerancia de Serdica (la actual Sofía), fue emitido por el emperador Galerio, terminando oficialmente con la persecución. Constantino el Grande pronto llegó al poder y en 312-313 legalizó completamente el cristianismo. Sin embargo, no fue hasta Teodosio I, hacia fines del siglo IV, que el cristianismo se convirtió en la religión estatal del Imperio romano.

### Años 64-250

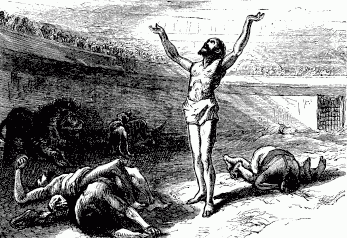
Persecución de los cristianos.Young Folks History of Rome (1878).

En el Nuevo Testamento, se afirma que la pareja judeocristiana Priscila y Aquila, habían llegado recientemente de Italia «porque el emperador Claudio había ordenado a todos los judíos que salieran Roma». Ed Richardson explica que la expulsión se produjo porque los desacuerdos en las sinagogas romanas llevaron a la violencia en las calles, y Claudio desterró a los responsables, pero esto también cayó en el período de tiempo entre 47 y 52 cuando Claudio se involucró en una campaña para restaurar los ritos romanos y reprimir los cultos extranjeros. Suetonio registra que Claudio expulsó a "los judíos" en 49, pero Richardson dice que fueron "principalmente misioneros cristianos y conversos los que fueron expulsados", es decir, los cristianos judíos etiquetados con el nombre Chrestus. "El Chrestus distorsionado es casi con certeza evidencia de la presencia de cristianos dentro de la comunidad judía de Roma".
Richardson señala que el término cristiano "sólo se hizo tangible en los documentos después del año 70" y que antes de ese tiempo, "los creyentes en Cristo eran considerados étnica y religiosamente como pertenecientes totalmente a los judíos". Suetonio y Tácito usaron los términos "superstitio" y "ritos impíos [profani]" para describir las razones de estos eventos, términos que no se aplican a los judíos, pero que comúnmente se aplican a los creyentes en Cristo. El Imperio romano protegió a los judíos a través de múltiples políticas que garantizaban la "observancia sin obstáculos de las prácticas de culto judío". Richardson afirma enérgicamente que los creyentes en Cristo eran los "judíos" de los que Claudio estaba tratando de deshacerse mediante la expulsión.
En general se acepta que, desde el reinado de Nerón hasta las medidas generalizadas de Decio en el 250, la persecución cristiana fue aislada y localizada. Aunque a menudo se afirma que los cristianos fueron perseguidos por su negativa a adorar al emperador, la aversión general por los ellos probablemente surgió de su negativa a adorar a los dioses o participar en el sacrificio, que se esperaba de los que vivían en el Imperio romano. Los judíos también se negaron a participar en estas acciones, aunque fueron tolerados porque siguieron su propia ley ceremonial judía, y su religión fue legitimada por su naturaleza ancestral. Por otro lado, creían que los cristianos, que se creía que participaban en extraños rituales y ritos nocturnos, cultivaban una secta peligrosa y supersticiosa.
Durante este período, las actividades anticristianas fueron acusatorias y no inquisitivas. Los gobernadores desempeñaron un papel más importante que los emperadores en las acciones, pero no buscaron a los cristianos, sino que los acusaron y procesaron mediante un proceso denominado cognitio extra ordinem. No existe una descripción confiable y existente de un juicio cristiano, pero la evidencia muestra que los juicios y los castigos varían mucho, y las sentencias van desde la absolución hasta la muerte.

### Nerón

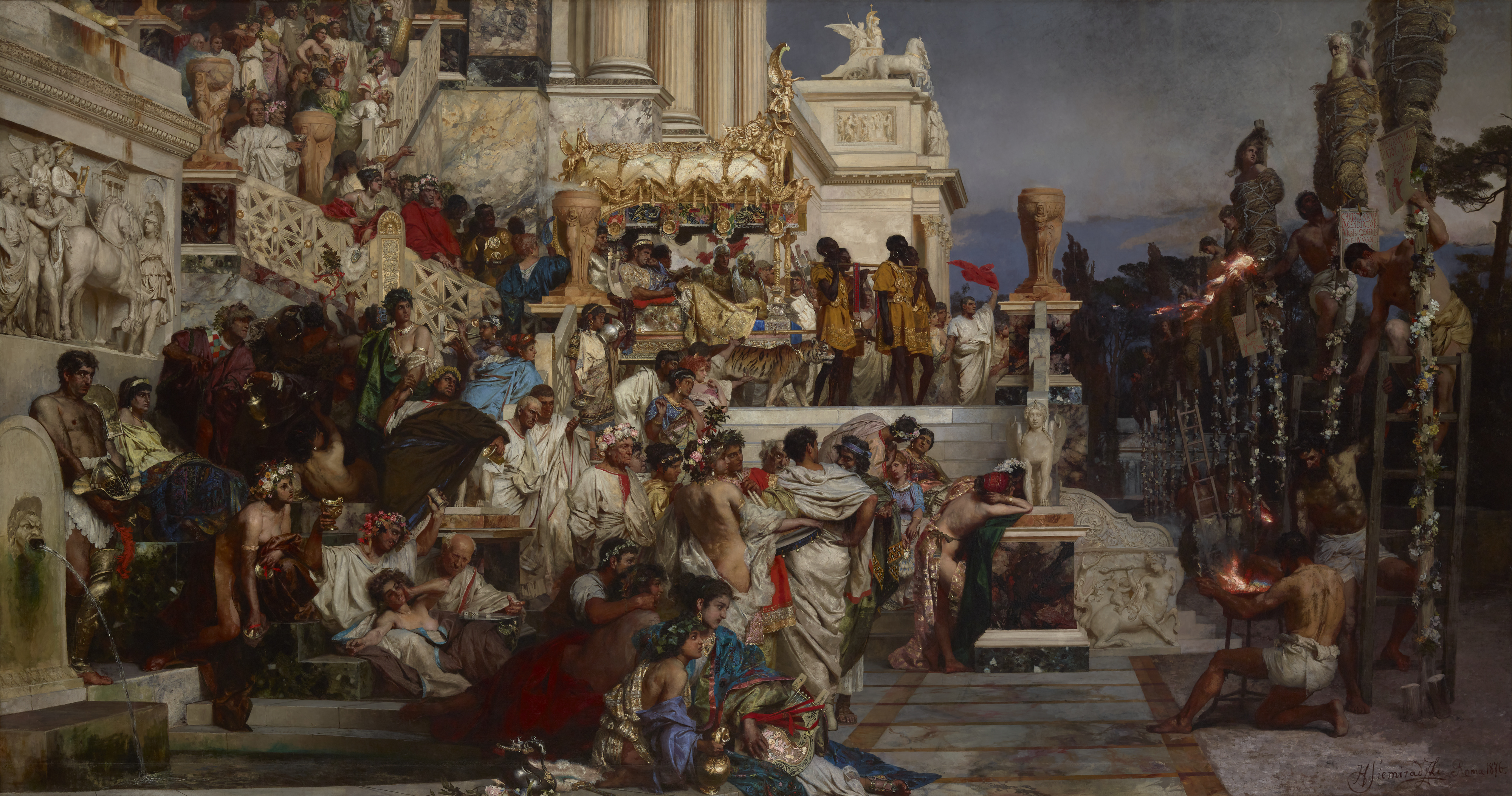
Las Antorchas de Nerón, por Henryk Siemiradzki. Según Tácito, Nerón usó a los cristianos como antorchas humanas.

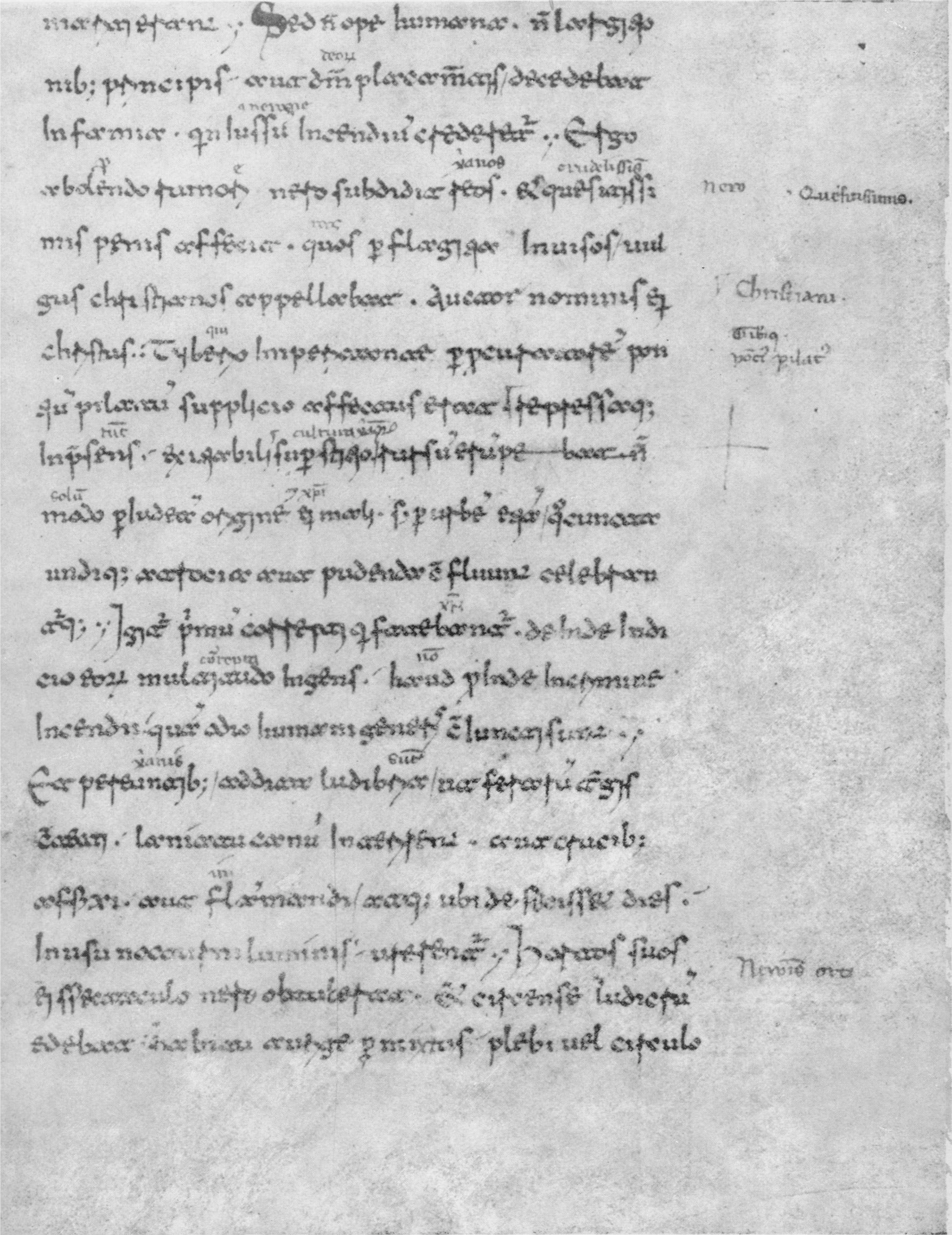
Una copia del segundo manuscrito Médici de Anales, libro 15, capítulo 44; página con la referencia a los cristianos.

No hay referencias a la persecución de los cristianos por parte del estado romano antes de Nerón, quien según Tácito y la tradición cristiana posterior, culpó a los cristianos por el Gran incendio de Roma en el año 64, y que destruyó partes de la ciudad y devastó económicamente a la población romana. En los Anales de Tácito, se lee: 

...Para  librarse de la acusación, [de haber quemado Roma], Nerón buscó rápidamente un culpable, e infringió las más exquisitas torturas sobre un grupo odiado por sus abominaciones, que el populacho llama cristianos. Cristo, de quien toman el nombre, tuvo su origen, sufrió la pena capital durante el principado de Tiberio de la mano de uno de nuestros procuradores, Poncio Pilato, y esta dañina superstición, de tal modo sofocada por el momento, estalló de nuevo no únicamente en Judea, fuente primigenia del mal, sino también en Roma, donde todos los vicios y los males del mundo hallan su centro y se popularizan. Así pues, se empezó por detener a los que confesaban su fe; luego por las indicaciones que estos dieron, toda una ingente muchedumbre (multitudo ingens) quedaron convictos, no tanto del crimen de incendio, cuanto de odio al género humano. Su ejecución fue acompañada de escarnios, y así unos, cubiertos de pieles de animales, eran desgarrados por los dientes de los perros; otros, clavados en cruces eran quemados al caer el día a guisa de luminarias nocturnas. Para este espectáculo, Nerón había cedido sus propios jardines y celebró unos juegos en el circo, mezclado en atuendo de auriga entre la plebe o guiando él mismo su carro. De ahí que, aún castigando a culpables y merecedores de los últimos suplicios, se les tenía lástima, pues se tenía la impresión de que no se los eliminaba por motivo de pública utilidad, sino para satisfacer la crueldad de uno solo.
 Tácito

Este pasaje de Tácito constituye el único testimonio independiente de que Nerón culpó a los cristianos del Gran incendio de Roma, y generalmente se acepta que es auténtico y fiable. Algunos estudiosos modernos han puesto en duda este punto de vista en gran parte porque no hay más referencias a que Nerón culpase a los cristianos por el incendio hasta finales del siglo IV, aunque esta posición no ha tenido recepción académica favorable. Suetonio, más tarde, no menciona ninguna persecución después del incendio, pero en un párrafo anterior no relacionado con el fuego, menciona los castigos infligidos a los cristianos, que son descritos como «hombres que siguen una nueva y maléfica superstición». Suetonio, sin embargo, no especifica las razones del castigo; simplemente enumera el hecho junto con otros abusos cometidos por Nerón.
No está claro si los cristianos fueron perseguidos únicamente bajo el cargo de incendio premeditado y organizado, o por otros delitos generales asociados con el cristianismo. Debido a que Tertuliano menciona un institutum Neronianum en su apología A las Naciones, los académicos también debaten la posibilidad de una ley o decreto contra los cristianos bajo Nerón. Sin embargo, se ha argumentado que en contexto, el institutum Neronianum, simplemente describe las actividades anticristianas; no proporciona una base legal para ellos. Además, ningún escritor conocido muestra conocimiento de una ley contra los cristianos.
Está ampliamente aceptado que el número de la bestia en el libro de Apocalipsis, que suma 666, se deriva de una gematría del nombre de Nerón, lo que indica que ese emperador fue visto como una figura excepcionalmente malvada en el cristianismo primitivo.

### Domiciano
Según algunos historiadores, judíos y cristianos fueron fuertemente perseguidos hacia el final del reinado de Domiciano (89-96). El Apocalipsis, que menciona al menos un caso de martirio (Ap 2,13; cf. 6,9), es considerado por muchos estudiosos como escrito durante el reinado de Domiciano. El historiador de la Iglesia primitiva Eusebio escribió que el conflicto social descrito por el Apocalipsis refleja la organización por parte del emperador de destierros y ejecuciones excesivas y crueles de cristianos, pero estas afirmaciones pueden ser exageradas o falsas. Una mención anodina a la tiranía de la persecución de Domiciano se puede encontrar en el capítulo 3 de Lactancio Sobre la muerte de los perseguidores. Según Barnes, "Melitón, Tertuliano y Brutio declararon que Domiciano persiguió a los cristianos. Melitón y Brutio no dan detalles, Tertuliano solo que Domiciano pronto cambió de opinión y recordó a aquellos a quienes había exiliado". Algunos historiadores han sostenido que hubo poca o ninguna actividad anticristiana durante la época de Domiciano. La falta de consenso de los historiadores sobre el alcance de la persecución durante este reinado se debe a que, si bien existen relatos de persecución, son muy someros o se debate su fiabilidad.
A menudo se hace referencia a la ejecución de Tito Flavio Clemente, cónsul romano y primo del emperador, y al destierro de su esposa, Flavia Domitila, a la isla de Pandateria. Eusebio de Cesarea escribió que Flavia Domitila fue desterrada porque era cristiana. De acuerdo con el relato de Dion Casio (67.14.1-2), únicamente se informa que ella, junto con muchos otros, era culpable de ateísmo y simpatía por el judaísmo. Es bien conocido que en el Imperio Romano, la acusación de "ateísmo" indicaba la negación a adorar a los dioses romanos en general y a reconocer el origen divino del emperador en particular. Suetonio no menciona en absoluto el exilio. Según Keresztes, es más probable que fueran conversos al judaísmo que intentaron evadir el pago del Fiscus Judaicus —el impuesto con el que se obligó a todas las personas que practicaban el judaísmo (262-265)—. En cualquier caso, ninguna historia de actividades anticristianas durante el reinado de Domiciano hace referencia a ningún tipo de ordenanzas legales.

### Trajano
Como emperador civil, Trajano mantuvo correspondencia con Plinio el Joven sobre el tema de cómo tratar con los cristianos del Ponto, pidiéndole a Plinio que continuara persiguiendo a los cristianos pero que no aceptara denuncias anónimas en interés de la justicia y del «espíritu de la edad». Edward Burton escribió que esta correspondencia muestra que no había leyes que condenaran a los cristianos en ese momento. Había una "abundancia de precedentes (derecho consuetudinario) para la supresión de supersticiones extranjeras", pero ninguna ley general que prescribiera "la forma del juicio o el castigo; ni había habido ninguna ley especial que hiciera del cristianismo un crimen". Aun así, Plinio da a entender que llevar a los cristianos a juicio no era raro, y aunque los cristianos en su distrito no habían cometido actos ilegales como robo o adulterio, Plinio "ejecutó a personas, aunque no eran culpables de ningún delito y sin la autoridad de cualquier ley" y creía que el emperador aceptaría sus acciones. Sin embargo, los no ciudadanos que admitieron ser cristianos y se negaron a retractarse fueron ejecutados «por obstinación». Los ciudadanos fueron enviados a Roma para ser juzgados.
Barnes afirma que esto colocó al cristianismo "en una categoría totalmente diferente de todos los demás delitos. Lo que es ilegal es ser cristiano". Esto se convirtió en un edicto oficial que Burton llama el "primer rescripto" contra el cristianismo, y que Sherwin-White dice "podría haber tenido el efecto final de una ley general".

### Adriano
El emperador Adriano (r. 117-138), respondiendo también a una petición de consejo de un gobernador provincial sobre cómo tratar con los cristianos, concedió a los cristianos más indulgencia. Adriano declaró que el mero hecho de ser cristiano no era suficiente para que se tomaran medidas contra ellos, sino que también debían haber cometido algún acto ilegal. Además, no debían tolerarse los «ataques calumniosos» contra los cristianos, lo que significaba que cualquiera que emprendiera una acción contra los cristianos pero fracasara se enfrentaría a un castigo.

### De Marco Aurelio a Maximino el Tracio

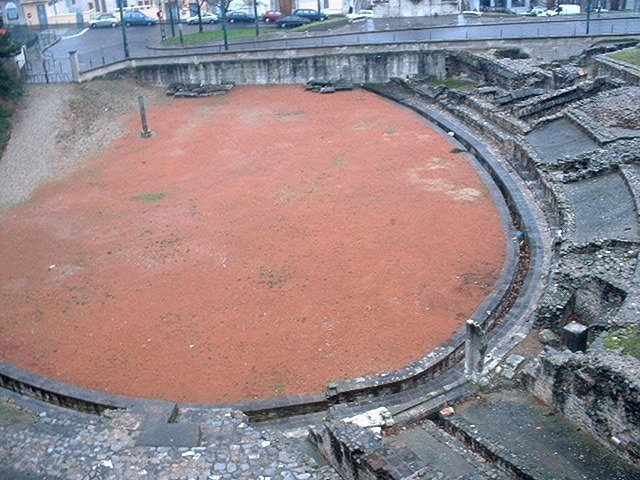
Santuario de las tres Galias, en Lyon. El poste de la arena es un monumento a las personas asesinadas durante esta persecución.

Durante el período comprendido entre el reinado de Marco Aurelio y el de Maximino el Tracio se produjeron brotes esporádicos de actividad anticristiana. Los gobernadores continuaron desempeñando un papel más importante que los emperadores en las persecuciones durante este período.
En la primera mitad del siglo III, la relación entre la política imperial y las acciones contra los cristianos se mantuvo muy igual:

Fue la presión desde abajo, más que la iniciativa imperial, lo que dio lugar a problemas, rompiendo los límites generalmente prevalecientes, no obstante, frágiles de la tolerancia romana: la actitud oficial era pasiva hasta que se activaba para enfrentar casos particulares y esta activación normalmente se limitaba a lo local y al nivel provincial.

La apostasía en forma de sacrificio simbólico continuó siendo suficiente para liberar a un cristiano. Era una práctica estándar encarcelar a un cristiano después de un juicio inicial, con presión y una oportunidad de retractarse.
El número y la severidad de las persecuciones en varios lugares del imperio aparentemente aumentaron durante el reinado de Marco Aurelio, 161-180. Los mártires de Madaura y los mártires de Scillium fueron ejecutados durante su reinado. La medida en que el propio Marco Aurelio dirigió, alentó o fue consciente de estas persecuciones no está clara y es muy debatida por los historiadores.
Uno de los casos más notables de persecución durante el reinado de Aurelio ocurrió en el 177 en Lugdunum (actual Lyon, Francia), donde Augusto había establecido el Santuario de las tres Galias a fines del siglo I a. C. La única documentación es preservada por Eusebio de Cesarea. La persecución en Lyon comenzó como un movimiento no oficial para aislar a los cristianos de espacios públicos como el mercado y las termas pero finalmente resultó en una acción oficial. Los cristianos fueron arrestados, juzgados en el Forum y posteriormente encarcelados. Fueron condenados a varios castigos: ser comidos por las bestias, la tortura y las malas condiciones de vida en prisión. Los esclavos pertenecientes a cristianos declararon que sus amos participaban en el incesto y el canibalismo. Barnes cita esta persecución como «un ejemplo de que los presuntos cristianos son castigados incluso después de la apostasía».Eusebio, sin embargo, escribió su Historia Eclesiástica aproximadamente 120 años después de los acontecimientos a los que hizo referencia. Eusebio recoge que, en 177, el obispo cristiano de Lyon Ireneo había sido enviado con una carta, de ciertos miembros de la Iglesia de Lyon esperando el martirio, al papa Eleuterio. Ireneo no hace mención alguna de ninguna persecución que hubiera ocurrido en su ciudad en el quinto volumen de Adversus Haereses escrito en 180, aunque esta obra no estaba dirigida a paganos sino a ramas heréticas del cristianismo; Ireneo escribió: «Los romanos han dado la paz al mundo, y nosotros [los cristianos] viajamos sin miedo por los caminos y a través del mar por donde queramos». Sin embargo, Ireneo también escribió acerca de la "multitud de mártires en todos los tiempos" en el Imperio romano. Gregorio de Tours también escribió una obra sobre los mártires de Lyon llamada "Liber in gloria martyrum".

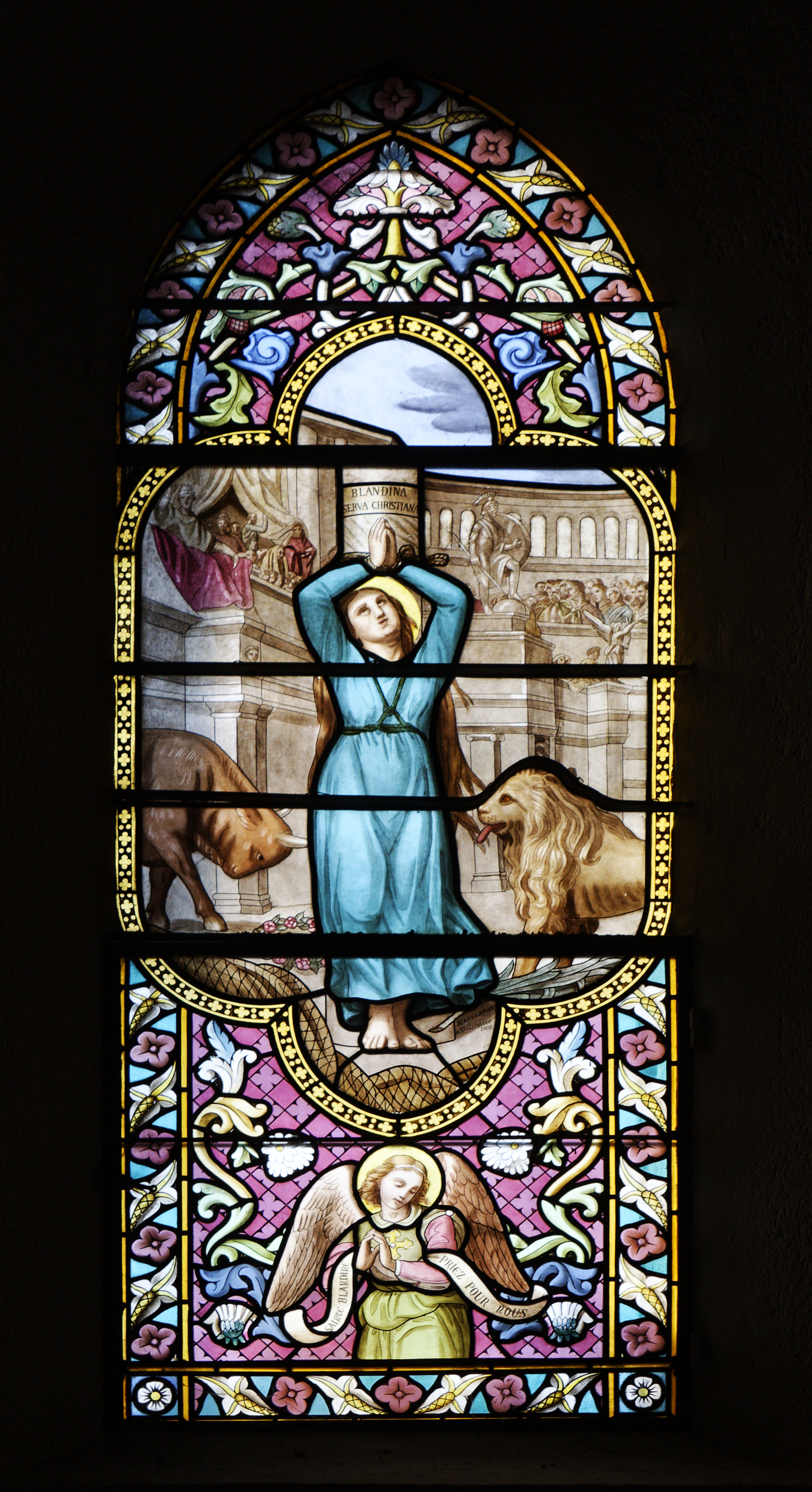
Martirio de santa Blandina, una de las mártires de Lyon, vidriera de Alexandre Mauvernay.

Durante el reinado de Septimio Severo (193-211), en el Imperio romano se produjeron varias persecuciones a los cristianos. La opinión tradicional ha sido que Severo fue el responsable. Esto se basa en una referencia a un decreto que se dice que él emitió prohibiendo las conversiones al judaísmo y al cristianismo, pero este decreto únicamente se conoce de una fuente, la Historia Augusta, una mezcla poco fiable de hechos y ficción. Eusebio de Cesarea y otras fuentes coptas describen a Severo como un perseguidor, pero el apologista cristiano Tertuliano afirma que Severo estaba bien dispuesto hacia los cristianos, empleaba a un cristiano como su médico personal y había intervenido personalmente para salvar de «la chusma» a varios cristianos de alta cuna que conocía. La descripción que hizo Eusebio de Severo como perseguidor probablemente se deriva simplemente del hecho de que durante su reinado se produjeron numerosas persecuciones, incluidas las de Perpetua y Felicidad en la provincia romana de África, pero probablemente fueron el resultado de persecuciones locales más que de acciones o decretos de todo el imperio por parte de Severo.
Otros casos de persecución ocurrieron antes del reinado de Decio, pero hay menos relatos de ellos a partir del 215. Esto puede reflejar una disminución de la hostilidad hacia el cristianismo o lagunas en las fuentes disponibles.
Tal vez la más famosa de estas persecuciones post-Severo son las atribuidas a Maximino el Tracio (r. 235-238). Según Eusebio, una persecución emprendida por Maximino contra los líderes de la Iglesia en el año 235 envió tanto a Hipólito de Roma como al papa Ponciano al exilio en Cerdeña, donde murieron. Aunque Orígenes indica que durante su reinado se produjeron varias ejecuciones de cristianos, otra evidencia sugiere que la persecución del 235 fue local en Capadocia y Ponto, y no fue puesta en marcha por el emperador.

#### Castigos

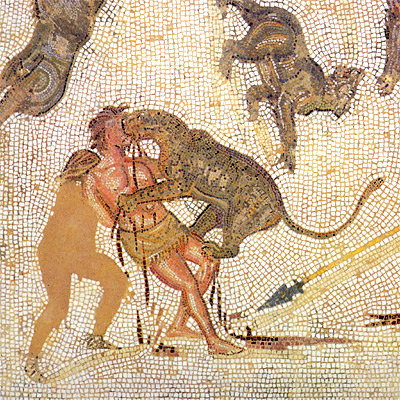
Damnatio ad bestias, mosaico del en el Museo Arqueológico de El Djem.

Los cristianos que se negaban a retractarse realizando ceremonias para honrar a los dioses se enfrentaban a severos castigos; los ciudadanos romanos eran exiliados o condenados a una muerte rápida por decapitación. Los esclavos, los residentes nacidos en el extranjero y las clases bajas eran propensos a ser sometidos a muerte por bestias salvajes (Damnatio ad bestias) como un espectáculo público. Una variedad de animales fueron utilizados para los condenados a morir de esta manera. Algunos sostienen que no hay evidencia de que los cristianos hayan sido ejecutados en el Coliseo de Roma, aunque esto es rechazado por otros, quienes además citan el caso de Ignacio de Antioquía como ejemplo de mártir ejecutado en el Coliseo.

### Decio

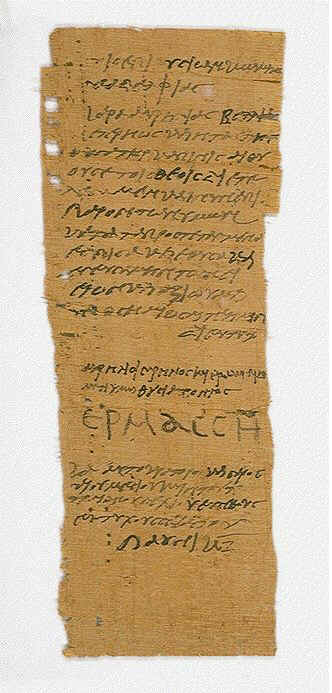
Un libellus de la persecución deciana del año 250.

En el año 250 el emperador Decio emitió un edicto, cuyo texto se ha perdido, por el que se exigía a todos los habitantes del Imperio -excepto a los judíos, que estaban exentos- que realizaran un sacrificio a los dioses en presencia de un magistrado romano y obtuvieran un certificado firmado y atestiguado, llamado libelo, a tal efecto. El decreto fue parte de la campaña de Decio para restaurar los valores tradicionales romanos y no hay evidencia de que los cristianos fueran específicamente el objetivo. Varios de estos libellus todavía existen y uno descubierto en Egipto  –el texto del papiro en la ilustración–  dice:

A los encargados de los sacrificios del pueblo de Teadelfia, de Aurelia Bellias, hija de Peteres, y su hija Kapinis. Siempre hemos sido constantes en sacrificar a los dioses, y ahora también, en su presencia, de acuerdo con las regulaciones, he vertido libelos y sacrificado y probado las ofrendas, y le pido que certifique esto para nosotros a continuación. Que sigas prosperando. –Escritura a mano en segunda persona– Nosotros, Aurelius Serenus y Aurelius Hermas, te vimos sacrificándote. –Escritura a mano en tercera persona– Yo, Hermas, certifico. El primer año del emperador César Cayo Messias Quintus Traianus Decius Pius Felix Augustus, Pauni 27.

Cuando el gobernador provincial Plinio escribió al emperador Trajano en el año 112, dijo que exigía a los presuntos cristianos que maldijeran a Cristo, sin embargo, en los certificados del reinado de Decio no se menciona a Cristo ni a los cristianos. No obstante, esta fue la primera vez que los cristianos de todo el Imperio se vieron obligados por edicto imperial a elegir entre su religión y su vida, y varios cristianos prominentes, entre ellos los papas Fabián, Babilas de Antioquía y Alejandro de Jerusalén, murieron como resultado de su negativa a realizar los sacrificios. Se desconoce el número de cristianos que fueron ejecutados como resultado de su negativa a obtener un certificado, ni cuánto se esforzaron las autoridades por comprobar quiénes habían recibido un certificado y quiénes no, pero se sabe que un gran número de cristianos apostataron y realizaron las ceremonias mientras que otros, incluido Cipriano, obispo de Cartago, se escondieron. El período de aplicación del edicto continuó durante el reinado de Treboniano Galo, y fue muy traumático para muchas comunidades cristianas que hasta entonces habían vivido tranquilas y dejaron amargos recuerdos de una tiranía monstruosa.
En la mayoría de las iglesias, los lapsi eran aceptados en la comunión. Algunas diócesis africanas, sin embargo, se negaron a readmitirlos. Indirectamente, la persecución de Decio condujo al cisma del donatismo, porque los donatistas se negaron a aceptar a los que habían obtenido los certificados.

### Valeriano

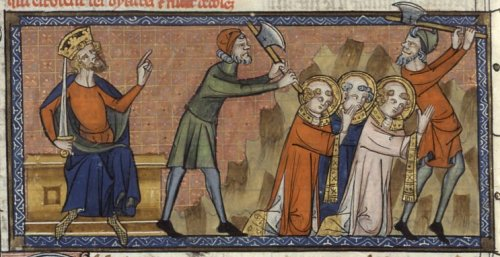
Martirio de Sixto II bajo el mandato de Valeriano.

El emperador Valeriano tomó el trono en 253 pero desde el año siguiente estaba lejos de Roma luchando contra los persas que habían conquistado Antioquía. Nunca regresó ya que fue hecho cautivo y murió como prisionero. Sin embargo, envió dos cartas sobre los cristianos al Senado. La primera, del 257, ordenó a todo el clero cristiano realizar sacrificios a los dioses romanos y prohibió a los cristianos celebrar reuniones en los cementerios. Una segunda carta al año siguiente ordenó que los obispos y otros altos funcionarios de la iglesia fueran ejecutados, y que los senadores y los équites que fueran cristianos fueran despojados de sus títulos y perdieran sus propiedades, si no realizaban sacrificios a los dioses, también debían ser ejecutados. Las matronas romanas que no apostatasen debían perder sus propiedades y ser desterradas, mientras que los funcionarios y miembros del personal y la casa del Emperador que se negasen a sacrificar serían reducidos a la esclavitud y enviados a trabajar en las fincas imperiales. El hecho de que hubiera cristianos de tan alto rango en el corazón mismo de la administración imperial romana sugiere que las acciones tomadas por Decio, a menos de una década antes, no habían tenido un efecto duradero y que los cristianos no se enfrentaron a una persecución constante o se escondieron de la vista del público.
Entre los ejecutados bajo Valeriano estaban Cipriano, obispo de Cartago, y Sixto II, obispo de Roma con sus diáconos, incluyendo a san Lorenzo. El juicio público de Cipriano por el procónsul de Cartago, Galerio Máximo, el 14 de septiembre de 258 se ha conservado:

Galerius Maximus : "¿Eres Thascius Cyprianus?"
Cipriano : "Yo soy".
 Galerio : "Los emperadores más sagrados te han ordenado que realices los ritos romanos". 
 Cipriano : "Me niego". 
Galerio : "Presta atención a ti mismo". 
Cipriano : "Haz lo que te piden; en un caso tan claro, no puedo prestar atención." 
Galerio, después de consultar brevemente con su consejo judicial, con mucha reticencia pronunció la siguiente oración: «Has vivido durante mucho tiempo una vida irreligiosa, y has reunido a varios hombres unidos por una asociación ilegal, y te has declarado un enemigo abierto a los dioses y la religión de Roma; y los emperadores piadosos, más sagrados y augustos ... se han esforzado en vano por devolverte a la conformidad con sus observancias religiosas; mientras que, por lo tanto, has sido detenido como director y cabecilla de estos infames crímenes, será dado un ejemplo a los que malvadamente has asociado contigo; la autoridad de la ley será ratificada en tu sangre». Luego leyó la sentencia de la corte en una tableta escrita: "Es la sentencia de esta corte que Thascius Cyprianus sea ejecutado con la espada". 
Cipriano: "Gracias a Dios."

Fue llevado directamente al lugar de la ejecución, y Cipriano fue decapitado. Las palabras de la sentencia muestran que a los ojos del estado romano, el cristianismo no era una religión en absoluto, y la iglesia era una organización criminal. Cuando el hijo de Valeriano, Galieno, se convirtió en emperador en el año 260, la legislación fue revocada, y este breve período de persecución llegó a su fin; fue una etapa de relativa tolerancia entre su acceso a la siguiente persecución en masa, que se conoce como la Pequeña paz de la Iglesia.

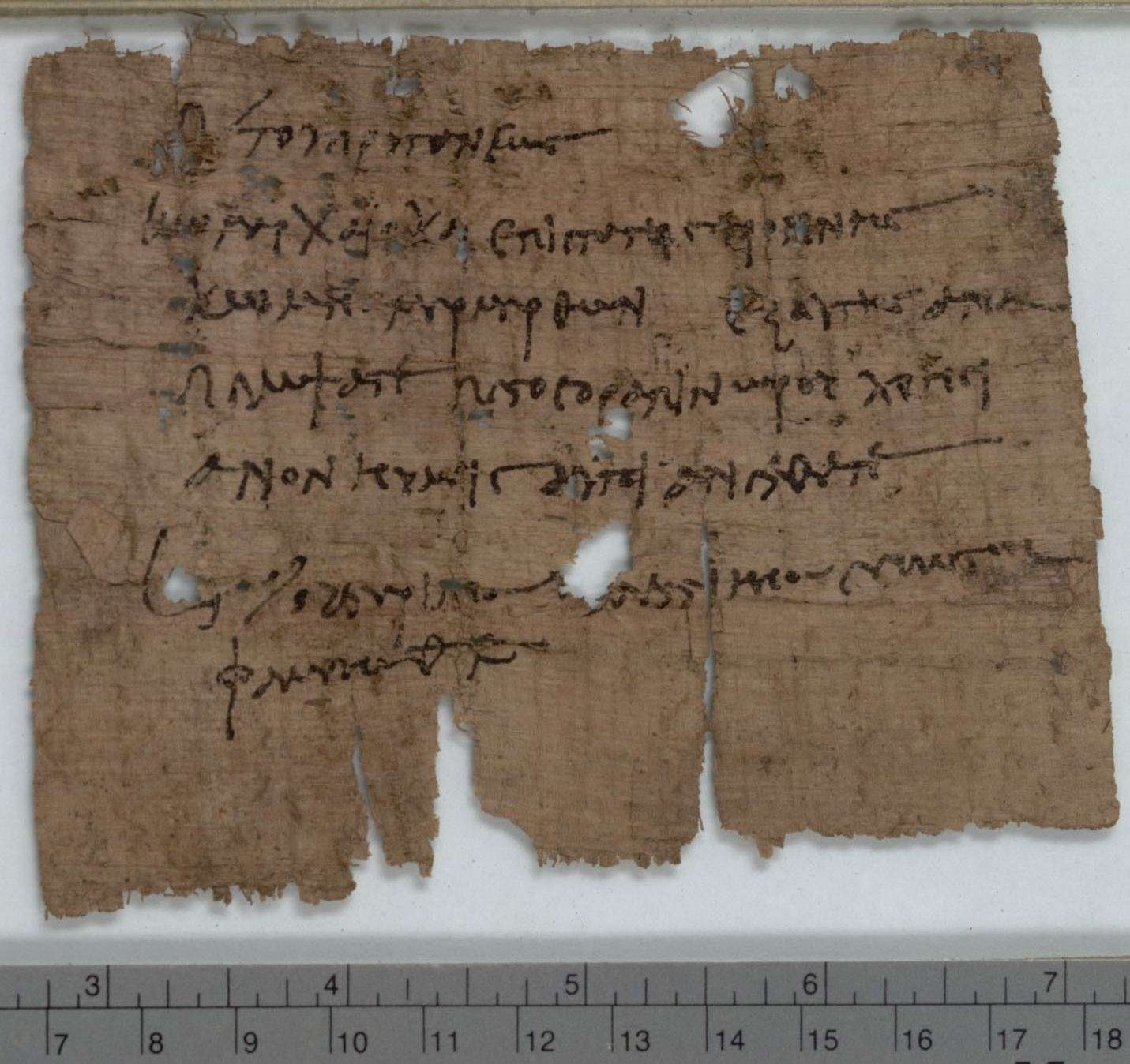
Papiros de Oxirrinco 3035.

Se encontró una orden de arresto contra un cristiano, fechada el 28 de febrero del 256, entre los papiros de Oxirrinco (P. Oxy 3035). Los motivos de la detención no figuran en el documento.
El primer acto de Valeriano como emperador, el 22 de octubre del 253, fue hacer de su hijo Galieno su César y compañero. A principios de su reinado, los asuntos en Europa fueron de mal en peor, y todo Occidente cayó en el desorden. Antioquía había caído en manos de un vasallo sasánida y Armenia estaba ocupada por Sapor I. Valeriano y Galieno se repartieron los problemas del imperio entre ellos, con el hijo tomando el Oeste, y el padre dirigiéndose al Este para enfrentarse a la amenaza persa.

### Diocleciano y Galerio

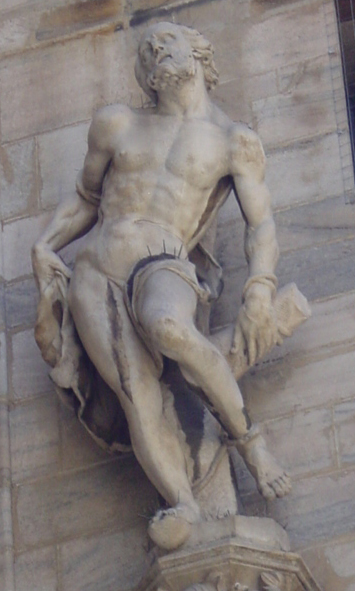
Escultura de un mártir, Catedral de Milán.

La adhesión de Diocleciano en el 284 no marcó una inmediata reversión de la indiferencia hacia el cristianismo, pero sí anunció un cambio gradual en las actitudes oficiales hacia las minorías religiosas. En los primeros quince años de su gobierno, Diocleciano purgó el ejército de cristianos, condenó a muerte a los maniqueos y se rodeó de oponentes públicos al cristianismo. La preferencia de Diocleciano por un gobierno autocrático, combinada con su autoimagen como restaurador de la gloria romana del pasado, presagiaba la persecución más generalizada de la historia romana. En el invierno del 302, Galerio instó a Diocleciano a iniciar una persecución general de los cristianos. Diocleciano fue cauteloso, y pidió al oráculo de Apolo que lo guiara. La respuesta del oráculo fue leída como un respaldo a la posición de Galerio, y se convocó una persecución general el 24 de febrero del 303.
El apoyo a la persecución dentro de la clase dirigente romana no era universal. Donde Galerio y Diocleciano eran ávidos perseguidores, Constancio I no estaba entusiasmado. Los edictos persecutorios posteriores, incluyendo los llamados a todos los habitantes a sacrificarse a los dioses romanos, no se aplicaron en su dominio. Su hijo, Constantino I, al tomar el cargo imperial en el 306, restauró a los cristianos a la plena igualdad legal y devolvió las propiedades que habían sido confiscadas durante la persecución. En Italia en el 306, el usurpador Majencio derrocó al sucesor de Maximino, Severo II, prometiendo plena tolerancia religiosa. Galerio terminó la persecución en Oriente en el 311, pero fue reanudada en Egipto, Palestina y Asia Menor por su sucesor, Maximino. Constantino I y Licinio, el sucesor de Severo, firmaron el Edicto de Milán en el 313, que ofrecía una aceptación más amplia del cristianismo que la que había proporcionado el edicto de Galerio. Licinio derrocó a Maximino en el 313, poniendo fin a la persecución en el Este.
La persecución no logró frenar el ascenso de la iglesia. Para el año 324, Constantino era el único gobernante del imperio, y el cristianismo se había convertido en su religión favorita. Aunque la persecución resultó en muerte, tortura, encarcelamiento o dislocación para muchos cristianos, la mayoría de los cristianos del imperio evitaron el castigo. Sin embargo, la persecución hizo que muchas iglesias se dividieran entre los que habían cumplido con la autoridad imperial (los lapsi) y los que se habían mantenido firmes. Ciertos cismas, como los de los donatistas en el norte de África y los melitianos en Egipto, persistieron mucho tiempo después de las persecuciones: sólo después del año 411 los donatistas se reconciliaron con la iglesia a la que en el año 380 el emperador Teodosio I el Grande se reservó el título de «católica». El culto a los mártires en los siglos que siguieron al final de las persecuciones dio lugar a documentos que exageraban la barbarie de esa época. Estos relatos fueron criticados durante la Ilustración y después, sobre todo por Edward Gibbon. Historiadores modernos como G.E.M. de Ste. Croix han intentado determinar si las fuentes cristianas exageraron el alcance de la persecución de Diocleciano.

## Martirio

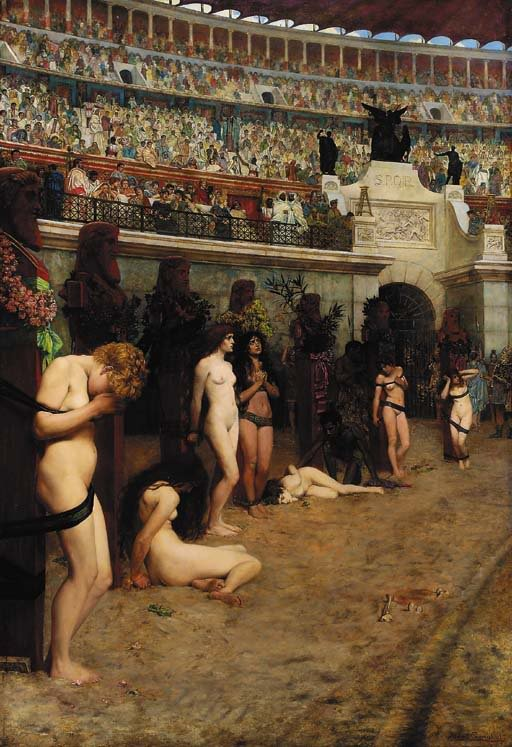
"Faithful Unto Death" por Herbert Schmalz.

Los primeros mártires cristianos, torturados y asesinados por los funcionarios romanos que imponían el culto a los dioses, ganaron tanta fama entre sus correligionarios que otros quisieron imitarlos hasta tal punto, que un grupo se presentó ante el gobernador de Asia, declarándose cristianos y pidiéndole que cumpliera con su deber y los matara. Ejecutó a unos cuantos, pero como los demás también lo exigían, respondió, exasperado: «Desgraciados, si queréis morir, tenéis acantilados de los que saltar y cuerdas de las que colgaros». Esta actitud estaba lo suficientemente extendida como para que las autoridades eclesiásticas empezaran a distinguir claramente «entre el martirio solicitado y el más tradicional que se produjo como resultado de la persecución». En un concilio celebrado en Hispania a finales del siglo III y principios del IV, los obispos negaron la corona del martirio a aquellos que murieron mientras atacaban templos paganos. Según Ramsey MacMullen, la provocación fue "demasiado flagrante". Drake cita esto como evidencia de que los cristianos recurrieron a veces a la violencia, incluso física. Las estimaciones del total de muertos mártires de la Gran Persecución dependen del informe de Eusebio de Cesarea en Mártires de Palestina. No hay otras fuentes viables para el número total de martirios en una provincia. Los escritores antiguos no pensaban estadísticamente. Cuando se describe el tamaño de la población cristiana, ya sea por una fuente pagana, judía o cristiana, es una opinión o una metáfora, no un reportaje exacto.
Eusebio fue el obispo de Cesarea Marítima, la capital de la Palestina romana. Dado que, según el derecho romano, la pena capital únicamente podía ser aplicada por los gobernadores provinciales, y dado que, la mayoría de las veces, estos gobernadores residían en la capital, la gran parte de los martirios se llevaban a cabo dentro de la jurisdicción de Eusebio. Cuando no lo hacían, como cuando el gobernador provincial viajaba a otras ciudades para realizar asesoramientos, sus actividades se divulgaban en toda la provincia. Así, si Eusebio fuera un asiduo reportero de las persecuciones en su provincia, podría fácilmente adquirir un recuento completo de todos los mártires muertos.
Edward Gibbon, después de lamentar la vaguedad de la frase de Eusebio, hizo la primera estimación del número de mártires de la siguiente manera: contando el número total de personas enumeradas en los Mártires, dividiéndolo por los años que abarca el texto de Eusebio, multiplicándolo por la fracción del mundo romano que representa la provincia de Palestina, y multiplicando esa cifra por el período total de la persecución; Gibbon terminó afirmando que la cifra de mártires fue algo menos de 2000. Este enfoque depende de que el número de mártires en los Mártires de Palestina sea completo, una comprensión precisa de la población y su distribución uniforme en todo el imperio. En 1931, Goodenough cuestionó la estimación de Gibbon por ser inexacta; muchos otros siguieron con gran variación en sus estimaciones, comenzando con el número de cristianos que variaba desde menos de 6 millones en adelante hasta 15 millones en un imperio de 60 millones para el año 300; si sólo el 1 por ciento de los 6 millones de cristianos hubiesen muerto bajo Diocleciano, habrían muerto sesenta mil personas. Algunas estimaciones posteriores han seguido la misma metodología básica.
Los objetivos de Eusebio, según Ste. Croix argumentó, estaban claros en el texto de los mártires: después de describir los martirios de Cesarea del 310, los últimos que tuvieron lugar en la ciudad, Eusebio escribe:«Tales fueron los martirios que tuvieron lugar en Cesarea durante todo el período de la persecución»; después de describir las posteriores ejecuciones en masa en Faeno, Eusebio escribe:«Estos martirios fueron realizados en Palestina durante ocho años completos; y esta fue una descripción de la persecución en nuestro tiempo». Timothy Barnes, sin embargo, argumenta que la intención de Eusebio no era tan amplia como el texto citado por Ste. Croix implica: «El propio Eusebio tituló la obra 'Sobre los que sufrieron el martirio en Palestina' y su intención era conservar la memoria de los mártires que conocía, más que dar una relación completa de cómo la persecución afectó a la provincia romana en la que vivía». Se cita el prefacio de la larga recensión de los mártires: 

Por lo tanto, es conveniente que los conflictos que fueron ilustres en varios distritos sean cometidos por escrito por aquellos que vivieron con los combatientes en sus distritos. Pero por mí, ruego que pueda hablar de aquellos con los que yo estaba personalmente familiarizado, y que me asocien con ellos - aquellos en los que todo el pueblo de Palestina se glorifica, porque incluso en medio de nuestra tierra el Salvador de todos los hombres se levantó como una fuente que apaga la sed. Los concursos de esos ilustres campeones los relataré para la instrucción general y su beneficio. - De martyribus Palaestinae (L) pr. 8, tr. Graeme Clark.

El texto revela compañeros anónimos de los mártires y confesores que son el foco del escrito de Eusebio; estos hombres no están incluidos en los recuentos basados en los Mártires.